# Jan Schoffelmeijer
Jan Schoffelmeijer (Erica, 4 april 1965) is een Nederlands beeldend kunstenaar.
Jan Schoffelmeijer werd geboren als zoon van een onderwijzer. In 1984 ging hij naar de Christelijke Academie voor Beeldende Kunsten (CABK) in Kampen. Na twee verkeerde richtingkeuzes in het tweede jaar (beeldhouwen en monumentaal textiel) ging hij in 1986 naar de Minerva in Groningen. Al snel hield hij de academie voor gezien om zich zelf verder te ontwikkelen. In 1988 verhuisde hij naar Veendam en begon daar als beeldend kunstenaar met schilderijen en ruimtelijk werk.
Van 1996 tot 2004 werkte hij in de decorbouw als ontwerper en decorschilder bij Noord-decor in Veendam. Vanaf 2004 ging hij weer verder met de beeldende kunst. Naast schilderijen en ruimtelijk werk maakt hij in opdracht interieurontwerpen, meubilair, decors, wandschilderingen, portretten en grafkistbeschilderingen.

## Opdrachten
- 1990  Houtrelief aan de gevel van OBS “de Ommewending”  in Ommelanderwijk.
- 1992  Staalplastiek voor dorpshuis “de Wending” in Zuidwending.
- 1994  Spreekgestoelte voor de Artotheek in Veendam.

## Exposities
- 1987  Industrial Primitives, Veenmuseum Bargercompascuum
- 1988  Groepsexpositie Ericase kunstenaars, Schienvat Erica
- 1989  10 Veendammer Kunstenaars, Artotheek, Veendam
- 1994  Zwartwoud designprijs, Zwartwoud, Hoogkerk
- 1995  Duo expositie samen met Katharina Greve uit Berlijn, Artotheek, Veendam
- 2008  Below, Lammert Boerma museum Borgercompagnie
- 2009  Duo expositie samen met Sietske Feitsma, Paviljoen van Starkenborgh, Groningen
- 2010  Gevleugelde uitingen, Forma Aktua, Groningen
- 2010  Schilderijen, West Cord Art Hotel, Amsterdam
- 2010  Vluchtplan, Galerie 5, Veendam
- 2010/11 LICHT-Beelden, groepsexpositie in van Starkenborgh, Groningen
- 2011  Expositie Leeraner Salon, Zollhaus Leer[1]
- 2011  Expositie FNV Kiem, CBK, Amsterdam[2]
- 2011  Expositie Dunkel, Harmoniegebouw, Groningen[2]
- 2011  Expositie 10 en Noorderlicht, Galerie HOP, Delfzijl[2]

## Prijs
- 2010  Winnaar van ontwerpwedstrijd “Een bank en een gedicht”, Paviljoen van Starkenborgh, Groningen